# Niamh Cusack
Niamh Cusack (Dublin, 20 oktober 1959) is een Ierse actrice.

## Familie
Cusack werd geboren in Dublin als dochter van acteur Cyril Cusack, en is zus van actrices Sinéad en Sorcha en halfzus van actrice Catherine. Zij is schoonzus van acteur Jeremy Irons en tante van acteur Max Irons. Cusack is getrouwd met acteur Finbar Lynch met wie zij een zoon heeft.

## Carrière
Cusack begon als professioneel fluitiste, en verdiende een beurs om te studeren aan de Royal Academy of Music in Londen. Hierna leerde zij het acteren aan de Guildhall School of Music and Drama in Londen, maar verliet deze school al na een jaar omdat zij een acteerbaan kreeg aangeboden in het theater in Dublin.
Cusack begon in 1988 met acteren in de televisieserie Screen Two, waarna zij nog meerdere rollen speelde in televisieseries en films. Zij is onder andere bekend van haar rol als dr. Kate Rowan in de televisieserie Heartbeat, waar zij in 49 afleveringen speelde (1992-1995).

## Filmografie

### Films
Uitgezonderd korte films.
- 2024 We Live in Time - als Sylvia
- 2023 Unwelcome - als Maeve
- 2018 RSC Live: Macbeth - als Lady Macbeth
- 2016 The Ghoul - als Fisher
- 2016 ChickLit - als Claire
- 2015 Departure - als Sally
- 2014 Testament of Youth - als zuster Jones
- 2012 National Theatre Live: The Curious Incident of the Dog in the Night-Time - als Siobhan
- 2012 The Best of Men - als zuster Edwards
- 2012 In Love with Alma Cogan - als Sandra
- 2010 Hereafter - als pleegmoeder
- 2010 The Kid - als schoolverpleegster 1980
- 2009 Five Minutes of Heaven - als moeder van Alistair in 1975
- 2003 Too Good to Be True - als Tina
- 2003 Loving You - als Chloe
- 2003 State of Mind - als dr. Grace Hazlett
- 2000 Little Bird - als Ellen Hall
- 2000 The Closer You Get - als Kate O'Leary
- 1999 Rhinoceros - als Julie Flynn
- 1992 The Playboys - als Brigid Maguire
- 1990 Fools of Fortune - als Josephine
- 1989 The fairy queen (La reine des fées) - als Helena
- 1988 Paris by Night - als Jenny Swanton

### Televisieseries
Uitgezonderd eenmalige gastrollen.
- 2021 Death in Paradise - als Maggie O'Connell - 2 afl.
- 2019 The Virtues - als Janine - 2 afl.
- 2016 Rebellion - als Nelly Cosgrave - 4 afl.
- 2016 Silent Witness - als Sylvie Blake - 2 afl.
- 2010 A Touch of Frost - als Sally Berland - 2 afl.
- 1999-2002 Always and Everyone - als Christine Fletcher - 12 afl.
- 1998 Colour Blind - als Bridget Paterson - 3 afl.
- 1992-1995 Heartbeat - als dr. Kate Rowan - 49 afl.
- 1992-1995 The World of Peter Rabbit and Friends - als Beatrix Potter - 9 afl.
- 1991 Chalkface - als Melanie Clough - 7 afl.
- 1989 Till We Meet Again - als Louise - 2 afl.

- Biblioteca Nacional de España: XX1536372
- Bibliothèque nationale de France: cb14038190b (data)
- Gemeinsame Normdatei: 134919211
- International Standard Name Identifier: 0000 0000 7841 1310
- Library of Congress Control Number: no98068968
- MusicBrainz: 939309fc-f715-4447-910f-9cffa435b6cf
- Nationale Bibliotheek van Israël: 987007328220805171
- Nederlandse Thesaurus van Auteursnamen: 306661780
- Système universitaire de documentation: 20159157X
- Trove: 881269
- Virtual International Authority File: 211499
- WorldCat: E39PBJjMykfhTDmtWXyygW8wG3